# 二か国語
『二か国語』（にかこくご）は、フジテレビで放送されたバラエティ番組である。
　・放送期間　1994年4月～2002年３月

## 内容
洋画吹替の経験豊富な声優である江原正士が、映画吹替の台本を番組独自の大胆な意訳で解説する軽快翻訳番組。

### 番組の流れ
- 当時の新作を中心に洋画を一本紹介し、その作品の特徴的な会話シーンを取り出し、原音で流す。
- そのシーンの台詞について、俳優の特徴や会話の呼吸、その映画の舞台の文化、台詞の裏の意味にまで解析を入れた解説を行う。
- その上で「ちょっとやり過ぎかもしれませんが」と前置きするほど大胆な意訳での吹替台詞を提案し、改めてそのシーンを江原自身が(場合によっては当てる対象の人物が女性や子供であっても)アテレコする。

### 紹介された作品と意訳の例
- 「レッド・ブロンクス」 広東語圏ではBやDの発音をしないため、原語ではジャッキー・チェンが"I have a tiamond!"と電話し、相手が首を傾げるシーンで「タイヤモントを持ってる!」と意訳。
- 「ハード・ウェイ」 マイケル・J・フォックス演じる"刑事役の勉強のため研修に来た俳優"が刑事課でステレオタイプな西部劇のような台詞を決める箇所を、"日本の刑事課で岡っ引きの口調で答える場違いさ"の表現であると解説し「あたりきよ!」と意訳。

### 出演者
- 江原正士
- 矢島晶子 (「ホーム・アローン」回のゲスト)

### 備考
- 番組台本は初回のみ外国人作家が書いたがわずか2本目ぐらいで音信不通となり、当時新人で番組の手伝いとして参加していた翻訳家の松崎広幸が以降の台本を担当した[1]。

## 放送局
- フジテレビ

## スタッフ
- 構成：松崎広幸
- 編集・MA：IMAGICA
- プロデューサー：山形淳二 (フジテレビ)